# Nowodwór
Nowodwór è un comune rurale polacco del distretto di Ryki, nel voivodato di Lublino.
Ricopre una superficie di 71,72 km² e nel 2004 contava 4 284 abitanti.